# Kirsty Lee Allan
Kirsty Lee Allan (* 15. Dezember 1984 in Dubbo, New South Wales) ist eine australische Schauspielerin und ehemaliges Model. Am ehesten bekannt ist sie für ihre Rolle des Able Seaman Rebecca „Bomber“ Brown in Sea Patrol.

## Leben
Allan begann ihre Karriere als Model und Tänzerin, nachdem sie ein Diploma of Performing Arts von den Dance World Studios in South Melbourne erhielt. Sie tanzte bei Live-Konzerten der australischen Girlgroup Shakaya und trat auch in zahlreichen Theaterproduktionen auf.
Ihren ersten Fernsehauftritt hatte sie 2005 als Sharona in der Serie Fat Pizza. 2008 erschien sie als Leanne Murdoch in der Comedy-Fernsehserie Swift and Shift Couriers. Ebenfalls 2008 trat sie die Rolle des Able Seaman Rebecca „Bomber“ Brown in der Fernsehserie Sea Patrol an, die sie von der zweiten bis zur vierten Staffel spielte. Für diesen Auftritt bekam sie 2009 eine TV Week Logie-Nomination für das „Most Popular New Female Talent“.
2011 spielte sie die Sarah Beachwood im Kurzfilm Sheep Impact an der Seite von Steven Seagal. 2012 war sie in einer Folge von CSI: NY als Teena Milford zu sehen.

## Filmografie
- 2005: Fat Pizza (Fernsehserie, eine Folge)
- 2008: Swift and Shift Couriers (Fernsehserie, acht Folgen)
- 2008–2010: Sea Patrol (Fernsehserie, 42 Folgen)
- 2011: Sheep Impact
- 2012: CSI: NY (Fernsehserie, eine Folge)

## Nominierung
- 2009: Logie-Award-Nominierung als „Most Popular New Female Talent“ für Sea Patrol